# Cal Moixarra
Cal Moixarra o Cal Mutxarra és una casa al carrer de les Cases Noves de la Nou de Gaià (Tarragonès). Al tractar-se, en principi, d'un renom atribuït a un individu (i posteriorment a la família sencera) es va començar a usar Cal Moixarra per referir-se a la residència de la família, i quan aquesta canviava de residència, també ho feia el renom. La Casa de Cal Moixarra es trobava inicialment al Carrer Major núm 23 de la Nou de Gaià.
El primer conegut a ser anomenat "De Cal Moixarra" va ser el pagès Antoni Rovira Ramon, de la Nou de Gaià. Nascut el 1843
Antoni es casà amb Maria Serramià Tosquellas i tingué 7 fills coneguts:
- Antoni: El Renom es perd. Tingué un fill i una filla
- Isidre: Es casà amb Josepa Llenas Guasch i passa a anomenar-se De Cal Llenas. Tingué 3 filles i 4 fills.
- Maria Magdalena: Es casà amb Joan Baduell Carreras, el renom es perd. No es coneixen fills.
- Maria Teresa: El Renom es perd. No es coneixen fills.
- Josep: Es casà amb Neus Baduell Jansà i el Renom passa als seus fills juntament amb el cognom. Ell va ser qui comprà la casa al Carrer de les Cases Noves i hi traslladà el renom. Tingué 2 fills.
- Enric: Es casà amb Filomena Folch Miret i seguí usant el renom fins que abandonà el Poble i deixà d'usar-se. Cap dels seus descendents viu actualment al poble, però en no ésser substituït "Moixarra" per cap altre renom encara sobreviu en aquesta branca tot i no usar-se. Tingué 4 filles i 5 fills
- Joan: Morí d'infant a les poques setmanes d'edat[2]